# Bentley Flying Spur
Bentley Flying Spur (första generationen benämnd Bentley Continental Flying Spur) är en personbil, tillverkad av den brittiska biltillverkaren Bentley sedan 2005.

## Generation 1 (2005-13)
Flying Spur är en sedan-version av Continental GT. Den presenterades på Internationella Bilsalongen i Genève 2005. Det mesta av tekniken, inklusive fyrhjulsdriften, delas med syskonmodellen Volkswagen Phaeton.
Motorn är en W12 från Volkswagen, men används även av Audi. Motorn är försedd med dubbla KKK-turbo till skillnad från Volkswagen och Audi som inte använder turbo. Topphastigheten är 312 km/h. Acceleration 0–100 km/h tar 5,2 sekunder.

### Continental Flying Spur Speed
2008 introducerades Continental Flying Spur Speed, som har samma modifieringar och specifikationer som Continental GT Speed.

### Versioner
| Modell            | Årsmodell | Motor               | Cylindervolym | Effekt                 | Vridmoment             | Bränslesystem                   |
| ----------------- | --------- | ------------------- | ------------- | ---------------------- | ---------------------- | ------------------------------- |
| Flying Spur       | 2006-13   | 12-cyl W-motor DOHC | 5998 cm³      | 560 hk vid 6 000 v/min | 650 Nm vid 1 700 v/min | Bränsleinsprutning, dubbelturbo |
| Flying Spur Speed | 2009-13   | 12-cyl W-motor DOHC | 5998 cm³      | 610 hk vid 6 000 v/min | 750 Nm vid 1 750 v/min | Bränsleinsprutning, dubbelturbo |

## Generation 2 (2013-19)
Den andra generationen är närmast att betrakta som en ansiktslyft version av den första. Bilen hade nu mist Continental-namnet och marknadsfördes som Bentley Flying Spur.

### Versioner
| Modell           | Årsmodell | Motor               | Cylindervolym | Effekt                 | Vridmoment             | Bränslesystem                  |
| ---------------- | --------- | ------------------- | ------------- | ---------------------- | ---------------------- | ------------------------------ |
| Flying Spur V8   | 2014-19   | 8-cyl V-motor DOHC  | 3993 cm³      | 507 hk vid 6 000 v/min | 660 Nm vid 1 700 v/min | Direktinsprutning, dubbelturbo |
| Flying Spur V8 S | 2016-19   | 8-cyl V-motor DOHC  | 3993 cm³      | 528 hk vid 6 000 v/min | 680 Nm vid 1 700 v/min | Direktinsprutning, dubbelturbo |
| Flying Spur W12  | 2014-19   | 12-cyl W-motor DOHC | 5998 cm³      | 625 hk vid 6 000 v/min | 800 Nm vid 1 700 v/min | Direktinsprutning, dubbelturbo |
| Flying Spur W12S | 2016-19   | 12-cyl W-motor DOHC | 5998 cm³      | 635 hk vid 6 000 v/min | 820 Nm vid 1 700 v/min | Direktinsprutning, dubbelturbo |

## Generation 3 (2019- )
I juni 2019 presenterades den helt nyutvecklade tredje generationen.

### Versioner
| Modell             | Årsmodell | Motor               | Cylindervolym | Effekt                 | Vridmoment             | Bränslesystem                            |
| ------------------ | --------- | ------------------- | ------------- | ---------------------- | ---------------------- | ---------------------------------------- |
| Flying Spur W12    | 2020-     | 12-cyl W-motor DOHC | 5950 cm³      | 635 hk vid 6 000 v/min | 900 Nm vid 1 350 v/min | Direktinsprutning, dubbelturbo           |
| Flying Spur V8     | 2021-     | 8-cyl V-motor DOHC  | 3993 cm³      | 550 hk vid 6 000 v/min | 770 Nm vid 2 000 v/min | Direktinsprutning, dubbelturbo           |
| Flying Spur Hybrid | 2022-     | 6-cyl V-motor DOHC  | 2894 cm³      | 544 hk vid 6 000 v/min | 750 Nm vid 5 650 v/min | Direktinsprutning, dubbelturbo + elmotor |